# Robertsonia celtica
Robertsonia celtica is een eenoogkreeftjessoort uit de familie van de Miraciidae. De wetenschappelijke naam van de soort is voor het eerst geldig gepubliceerd in 1935 door de Zwitserse onderzoeker Albert Monard. Ze is aangetroffen nabij de zuidkust van Cornwall.